# Hedera azorica
Hedera azorica Carrière é uma espécie de plantas da família Araliaceae, endémica do arquipélago dos Açores.